# Itacaré (kommun)
Itacaré är en kommun i Brasilien.   Den ligger i delstaten Bahia, i den östra delen av landet, 1 000 km öster om huvudstaden Brasília. Antalet invånare är 24 340.
Följande samhällen finns i Itacaré:
- Itacaré

I omgivningarna runt Itacaré växer i huvudsak städsegrön lövskog. Runt Itacaré är det ganska glesbefolkat, med 21 invånare per kvadratkilometer.